# Jeff Hawke
Jeff Hawke är en brittisk science fiction-serie skapad 1954 av skotten Sydney Jordan för tidningarna The Daily Express och The Daily News. Under Jordans tid bidrog även författare som Willie Patterson och Harry Harrison med manus.
Från slutet av 1960-talet började tecknare som Nick Faure, Martin Asbury, Brian Bolland och Paul Neary att bidra till serien i takt med att Sydney Jordan trappade ner. 1976 lämnade Jordan serien för att istället satsa på sin nya serie "Lance McLane".
Serien hade redan före Jordans avhopp slutat publiceras i ursprungstidningarna, men den syndikerades i andra tidningar världen över. Serien fortsatte därför under flera år med andra kreatörer. Bl.a. skrevs den av Duncan Lunan och Lesley Hatch.

## Svensk utgivning
I Sverige var "Jeff Hawke" huvudserie i tidningen Serievärlden, som kom att byta namn till Jeff i Serievärlden av just den anledningen. Serien har även publicerats på svenska i Fantomen, Agent X9, Serie-Pocket, Comix Pocket, Special-Comics, Comics – Den Stora Serieboken  och i album från Alvglans.